# Ustanova dr. Šiftarjeva fundacija
Ustanova dr. Šiftarjeva fundacija je nevladna, neprofitna organizacija in pravna oseba zasebnega prava, ki se posveča varstvu kulturne in naravne dediščine, še posebej ohranitvi in razvoju Vrta spominov in tovarištva na Petancih ter uresničevanju znanstveno-raziskovalnih ciljev, tesno povezanih s kulturno dejavnostjo.
Sklep o ustanovitvi je bil sprejet novembra 1995,  Ustanova pa je zaživela s podpisom Akta o ustanovitvi, 5. julija 1996.
Sedež fundacije je v Vrtu spominov in tovarištva, na Petanjcih 11, 9251 Tišina. 

## Nastanek in cilji
Fundacija je nastala na pobudo dr. Vaneka Šiftarja, najprej zato, da bi lahko Vrtu spominov in tovarištva na Petanjcih zagotovil kakovostno vzdrževanje in razvoj. Že od sredine osemdesetih let se je zavzemal, da bi zagotovil stabilnejšo osnovo za ohranitev, vzdrževanje in razvoj Vrta  ter za razvoj dejavnosti, ki so vsebinsko, simbolno in razvojno povezane z Vrtom. Hkrati pa je ustanova zasnovana kot aktiven družbeno kulturni prostor, kot »neko duhovno zbirališče, ki ne bo tečajniško in komisijsko, kamor bodo ljudje radi hodili« , kot mu je davno v pismu predlagal pisatelj in prijatelj Miško Kranjec.
Sklep o ustanovitvi javnega zavoda je bil sprejet novembra 1995, ob 50. obletnici Vrta spominov in tovarištva na Petanjcih. S podpisom Akta o ustanovitvi, 5. julija 1996, pa je ustanova zaživela svoje življenje. Prvi ustanovitelji so bili : družina Šiftar, ZZB NOB, ZRC SAZU, Univerza v Mariboru, občine Tišina-Cankova, Murska Sobota, Gornja Radgona in podjetja Mura, Zavarovalnica Triglav, Radenska, Pomurska banka. Ministrstvo za znanost in tehnologijo RS je oktobra 1997 izdalo odločbo o soglasju k aktu o ustanovitvi (Ur. List RS,1997/št. 68). Julija 1998 se je konstituiral zbor ustanoviteljev Ustanove in izvolil organe Ustanove. Po letu 2005 se je krog ustanoviteljev povečal še z občinami Cankova, Moravske Toplice, Dobrovnik, Puconci, Radenci, Lendava, Ljutomer in Beltinci.
Prvi, dolgoletni predsednik uprave Ustanove je bil dr. Oto Luthar, direktor ZRC SAZU, prvi predsednik Programskega sveta pa akademik dr. Anton Vratuša, ki je svet vodil več kot 10 let in je še vedno aktiven soustvarjalec življenja in podobe Ustanove.
Ustanovitelji so z aktom o ustanovitvi opredelili poslanstvo Ustanove –  ohranjanja naravne in kulturne dediščine, razvijanja in utrjevanja sožitja med narodi, še posebej s sosednjih regionalnih območij, s ciljem podpiranja znanstveno-raziskovalnega dela predvsem s področij zgodovine, narodopisja, biologije, geografije, arheologije, ekologije in drugih s ciljem vzpodbujanja aktivnosti s področja varstva okolja.

## Dejavnosti
Dr. Šiftar je vrt vedno jemal ‘za osnovo, okoli katere se naj snuje in dogaja vse drugo. Želel je, da postane dejavnik oblikovanja kulture in srečevanja ljudi, izobraževanja, naj bo odprta šola v naravi in mesto raziskovanja, kulturnih dogodkov ter srečevanja ljudi in narodov. Ustanova dr. Šiftarjeva fundacija že dalj časa deluje kot štiriperesna deteljica, ki povezuje štiri osnovne dejavnosti: vsakoletno mladinsko kulturno prireditev ‘Dan spominov in tovarištva’, ki od leta 2010 poteka po naslovom ‘Jambori spominov in dobrega sosedstva’, literarni natečaj mladih Pomurja in Porabja ‘Ograček mladih talentov’, Vanekovi ekološki večeri, ki se povezujejo z ekološkim ozaveščanjem, prizadevanji po ohranitvi naravnega okolja in trajnostnim razvojem. Vse štiri liste deteljice povezuje založniška dejavnost, lastna ali v sodelovanju z drugimi znanstveno raziskovalnimi ustanovami.
Ustanova poleg redne skrbi za ohranitev in razvoj Vrta spominov in tovarištva
- podpira, vzpodbuja in organizira znanstveno-raziskovalno dejavnost, še posebej raziskovalne naloge in projekte s področij zgodovine, narodopisja, biologije, geografije, arheologije, ekologije in drugih, ki jih utemeljuje multikulturna vloga, obmejna lega in razvoj regije na obeh straneh Mure;
- vzpodbuja in organizira kulturno-umetniško dejavnost, ki je povezana in združljiva z zgoraj opredeljenima temeljnima dejavnostima;
- vzpodbuja in izvaja publicistično dejavnost.

Ustanova pri svojem delu sodeluje s številnimi partnerji iz celotnega slovenskega prostora in tujine, še posebej iz zamejstva.